# Саковичи герба Помян

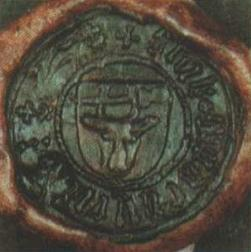
Печать Сака (Станислава) с гербом «Помян», 1422 год

Сако́вичи герба «Помян» — шляхетский род Великого княжества Литовского, представители которого занимали в XV веке важные государственные посты. Ведут происхождение от Сака, известного также как Станислав, который при заключении Городельской унии 1413 года принял герб «Помян». Владели многими имениями в Виленском и Минском воеводствах, в том числе Мядельским замком на острове Замок озера Мястро.

## Представители
- Сак (Станислав) — основатель рода, староста дубинский (1433).
  - Андрей Сакович — староста трокский (1433—1440), наместник смоленский (1440) и полоцкий (1444—1453), воевода трокский (1458).
    - Богдан Андреевич Сакович — наместник браславский (1463—1474), маршалок господарский (1463—1477), наместник полоцкий (1477—1484), маршалок земский (1480—1490) и одновременно воевода трокский (1484—1490).
      - Эльжбета Богдановна Сакович — вторым браком[2] за воеводой трокским и виленским, канцлером великим литовским Николаем Радзивиллом.

    - Юрий Андреевич Сакович — основатель рода Насиловских (от владеемого имения Насилово в Ошмянском повете).
      - Ян Юрьевич Сакович-Насиловский (ум. до 1528).
      - Войтех Юрьевич Сакович-Насиловский (~1470—1522) — свислочский наместник.
        - Андрей Войтехович Насиловский.
        - Ян Войтехович Насиловский (ум. до 1536) — браком с Анной.
        - Станислав Войтехович Насиловский.
        - Юрий Войтехович Насиловский (ум. в 1544) — воевода витебский (1542—1544).
          - Ядвига Юрьевна Насиловская — 1-м браком за Станиславом Ярмолой, 2-м браком за Григорием Остиком (~1535—1580), 3-м браком за Яном Космовским.
          - Щасная Юрьевна Насиловская — браком за князем Юрием Андреевичем Збаражским (ум. 1580).
          - Марина Юрьевна Насиловская — 1-м браком за Николаем Волчаком, 2-м браком за Яном Волчаком.

        - Войтех Войтехович Насиловский — браком с Доротой Немирович.
          - Мельхер Войтехович Насиловский.
          - Раина Войтеховна Насиловская — браком за Юрием Зеновичем.

        - Анна Войтеховна Насиловская — браком за Николаем Тратиничем.

    - Михал Андреевич Сакович (?—1473).
    - Анна Андреевна Сакович — браком за Войдилой.

  - Васко Сакович — браком с Милохной.
    - Катерина Васильевна Сакович.

  - Олехно Сакович — наместник бельский, кухмистр литовский (1466).
  - Ивашка Сакович.
  - Станько Сакович.
  - Пётр Сакович.